# Cartaxo-formigueiro-meridional
Cartaxo-formigueiro-meridional, chasco-formigueiro ou chasco-formigueiro-meridional (Myrmecocichla formicivora) é uma espécie de ave da família Muscicapidae.
Pode ser encontrada nos seguintes países: Botswana, Lesoto, Namíbia, África do Sul, Essuatíni e Zimbabwe.
Os seus habitats naturais são: matagal árido tropical ou subtropical e campos de gramíneas subtropicais ou tropicais secos de baixa altitude.